# فروكتوزامين
 فروكتوزامين  (بالإنجليزية:Fructosamine) هو المُركَّب الذي يمكن اعتباره نتيجة رد فعل بين سكر الفواكه (الفركتوز) والأمونيا أو أمين (مع وجود جزيء من الماء تم إطلاق سراحه). فروكتوزامين أ عندما شكلت أيضا الكربونيل (Carbonyl) مجموعة من الجلوكوز تتفاعل مع المجموعة الأمينيه للبروتين، مثل الرابطة التساهمية لتنتقل من الأكسجين نهاية ذرة الكربون إلى المرحلة التالية بينما يتم الإفراج عن ذرة الكربون والماء. الفروكتوزامين تكونت من البروتينات في الدم مثل زلال المصل, وهي المعروفة باسم بروتين مصل غلايكاتد (نظام الأفضليات المعمم) أو زلال غلايكاتد (Glycated Albumin)، وتستخدم لتحديد تركيز البلازما والجلوكوز في الدم على مر الزمن وحتى أيضاً لتقييم مرضى السكري.